# All-Star Game de la NBA 1960
El 10.º All-Star Game de la NBA de la historia se disputó el día 22 de enero de 1960 en el Convention Hall de la ciudad de Filadelfia, Pensilvania. El equipo de la Conferencia Este estuvo dirigido por Red Auerbach, entrenador de Boston Celtics, y el de la Conferencia Oeste por Ed Macauley, de St. Louis Hawks. La victoria correspondió al equipo del Este, por 125–115, siendo elegido MVP del All-Star Game de la NBA el pívot de los Philadelphia Warriors Wilt Chamberlain, que consiguió 23 puntos y 25 rebotes en su debut en la NBA. El partido fue seguido en directo por 10.421 espectadores. Destacó también en el equipo del Este Dolph Schayes, que anotó 19 puntos. Por el Oeste, los jugadores más destacados fueron Jack Twyman, que anotó 27 puntos, y Elgin Baylor, que consiguió 25.

## Estadísticas

### Conferencia Este
| CONFERENCIA OESTE              |                                        |                                        |                                        |                                        |                                        |                                        |                                        |                                        |
| Jugador, Equipo                | MIN                                    | TCA                                    | TCI                                    | TLA                                    | TLI                                    | REB                                    | AST                                    | PTS                                    |
| Dolph Schayes, Syracuse        | 27                                     | 8                                      | 19                                     | 3                                      | 3                                      | 10                                     | 0                                      | 19                                     |
| Bill Russell, Boston           | 27                                     | 3                                      | 7                                      | 0                                      | 2                                      | 8                                      | 3                                      | 6                                      |
| Wilt Chamberlain, Philadelphia | 30                                     | 9                                      | 20                                     | 5                                      | 7                                      | 25                                     | 2                                      | 23                                     |
| Bob Cousy, Boston              | 26                                     | 1                                      | 7                                      | 0                                      | 0                                      | 5                                      | 8                                      | 2                                      |
| Richie Guerin, New York        | 22                                     | 5                                      | 11                                     | 2                                      | 2                                      | 4                                      | 4                                      | 12                                     |
| George Yardley, Syracuse       | 16                                     | 5                                      | 9                                      | 1                                      | 2                                      | 3                                      | 0                                      | 11                                     |
| Tom Gola, Philadelphia         | 20                                     | 5                                      | 13                                     | 2                                      | 3                                      | 4                                      | 2                                      | 12                                     |
| Willie Naulls, New York        | 26                                     | 5                                      | 19                                     | 3                                      | 4                                      | 10                                     | 0                                      | 13                                     |
| Bill Sharman, Boston           | 26                                     | 8                                      | 21                                     | 1                                      | 1                                      | 6                                      | 2                                      | 17                                     |
| Larry Costello, Syracuse       | 20                                     | 5                                      | 9                                      | 0                                      | 0                                      | 4                                      | 2                                      | 10                                     |
| Paul Arizin, Philadelphia      | Seleccionado, pero no jugó por lesión. | Seleccionado, pero no jugó por lesión. | Seleccionado, pero no jugó por lesión. | Seleccionado, pero no jugó por lesión. | Seleccionado, pero no jugó por lesión. | Seleccionado, pero no jugó por lesión. | Seleccionado, pero no jugó por lesión. | Seleccionado, pero no jugó por lesión. |
| Totales                        | 240                                    | 54                                     | 135                                    | 17                                     | 24                                     | 79                                     | 23                                     | 125                                    |

MIN: Minutos. TCA: Tiros de campo anotados. TCI: Tiros de campo intentados. TLA: Tiros libres anotados. TLI: Tiros libres intentados. REB: Rebotes. AST: Asistencias. PTS: Puntos

### Conferencia Oeste
| CONFERENCIA ESTE            |     |     |     |     |     |     |     |     |
| Jugador, Equipo             | MIN | TCA | TCI | TLA | TLI | REB | AST | PTS |
| Bob Pettit, St. Louis       | 28  | 4   | 15  | 3   | 6   | 14  | 2   | 11  |
| Jack Twyman, Cincinnati     | 28  | 11  | 17  | 5   | 8   | 5   | 1   | 27  |
| Walter Dukes, Detroit       | 26  | 2   | 10  | 0   | 1   | 15  | 1   | 4   |
| Gene Shue, Detroit          | 34  | 6   | 13  | 1   | 2   | 6   | 6   | 13  |
| Elgin Baylor, Minneapolis   | 28  | 10  | 18  | 5   | 7   | 13  | 3   | 25  |
| Cliff Hagan, St. Louis      | 21  | 1   | 9   | 0   | 0   | 3   | 2   | 1   |
| Chuck Noble, Detroit        | 11  | 0   | 5   | 0   | 0   | 1   | 3   | 0   |
| Clyde Lovellette, St. Louis | 18  | 6   | 11  | 0   | 0   | 8   | 1   | 12  |
| Rod Hundley, Minneapolis    | 23  | 5   | 12  | 0   | 0   | 3   | 2   | 10  |
| Dick Garmaker, Minneapolis  | 23  | 5   | 11  | 1   | 2   | 4   | 3   | 11  |
| Totales                     | 240 | 50  | 121 | 15  | 26  | 72  | 24  | 115 |

MIN: Minutos. TCA: Tiros de campo anotados. TCI: Tiros de campo intentados. TLA: Tiros libres anotados. TLI: Tiros libres intentados. REB: Rebotes. AST: Asistencias. PTS: Puntos